# Jean-Gabriel Diarra
Jean-Gabriel Diarra (ur. 12 lipca 1945 w Vanekui, zm. 28 października 2019 w Bamako) – malijski duchowny rzymskokatolicki, w latach 1988–2019 biskup San.